# Baron Hunsdon

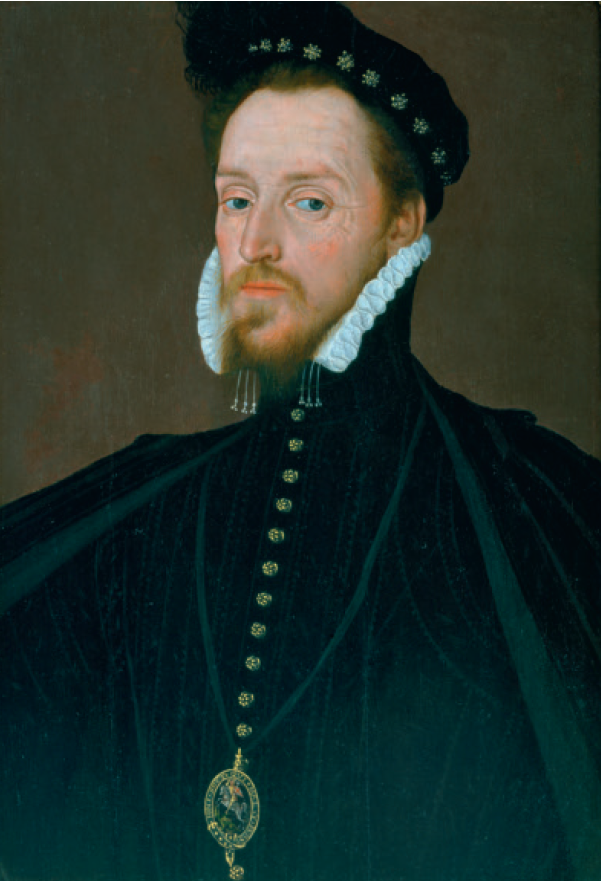
Henry Carey, 1. Baron Hunsdon, um 1562

Baron Hunsdon ist ein erblicher britischer Adelstitel, der einmal in der Peerage of England und zweimal in der Peerage of the United Kingdom geschaffen wurde.

## Verleihungen

### Erste Verleihung (1559)
Erstmals wurde am 13. Januar 1559 in der Peerage of England der Titel Baron Hunsdon für den ehemaligen Unterhausabgeordneten Henry Carey geschaffen. Er war ein Cousin der Königin Elisabeth I. und von 1585 bis 1596 Lord Chamberlain. Zusammen mit dem Titel wurde ihm der Besitz über das Anwesen Hunsdon House in Hundson in Hertfordshire übertragen.
Sein Enkel, der 4. Baron, wurde 1621 zum Viscount Rochford und 1628 zum Earl of Dover, in the County of Kent, erhoben. Beide Titel gehörten zur Peerage of England. Bei seinem Tod folgte ihm sein Sohn als 2. Earl, dieser hatte bereits am 27. November 1640 durch Writ of Acceleration vorzeitig den Titel 5. Baron Hunsdon geerbt. Bei dessen Tod erloschen das Earldom und die Viscountcy. Die Baronie ging an seinen Onkel zweiten Grades als 6. Baron über.
Beim Tod des 8. Barons 1765 erlosch der Baronstitel.

### Zweite Verleihung (1832)
In zweiter Verleihung wurde am 15. Mai 1832 in der Peerage of the United Kingdom der Titel Baron Hunsdon, of Scutterskelfe in the County of York, für Lucius Cary, 10. Viscount Falkland, geschaffen. Dieser war ein Whig-Politiker und Gouverneur verschiedener Kolonien im Britischen Weltreich und hatte bereits den 1620 in der Peerage of Scotland geschaffenen Titel Viscount Falkland inne. Im Gegensatz zu diesem schottischen Titel war die Baronie unmittelbar mit einem erblichen Sitz im House of Lords verbunden. Als er am 12. März 1884 ohne männlichen Erben starb, erlosch die Baronie.

### Dritte Verleihung (1923)
In dritter Verleihung wurde am 24. Juli 1923 in der Peerage of the United Kingdom der Titel Baron Hunsdon of Hunsdon, of Briggens in the County of Hertford, für den Geschäftsmann Herbert Gibbs geschaffen. Er war der vierte Sohn des Henry Gibbs, 1. Baron Aldenham und hatte 1908 das Hunsdon House, den historischen Stammsitz der Barone erster Verleihung, sowie das Briggens Estate in Hertfordshire erworben.
Sein Sohn, der 2. Baron, erbte 1939 von seinem Cousin auch den Titel 4. Baron Aldenham. Seitdem sind die Baronien Aldenham und Hunsdon vereint.

## Liste der Barone Hunsdon

### Barone Hunsdon, erste Verleihung (1559)
- Henry Carey, 1. Baron Hunsdon (1526–1596)
- George Carey, 2. Baron Hunsdon (1548–1603)
- John Carey, 3. Baron Hunsdon (1563–1617)
- Henry Carey, 1. Earl of Dover, 4. Baron Hunsdon († 1666)
- John Carey, 2. Earl of Dover, 5. Baron Hunsdon (1608–1677)
- Robert Carey, 6. Baron Hunsdon († 1692)
- Robert Carey, 7. Baron Hunsdon († 1702)
- William Carey, 8. Baron Hunsdon (1684–1765)

### Barone Hunsdon, zweite Verleihung (1832)
- Lucius Cary, 10. Viscount Falkland, 1. Baron Hunsdon (1803–1884)

### Barone Hunsdon (of Hunsdon), dritte Verleihung (1923)
- Herbert Gibbs, 1. Baron Hunsdon of Hunsdon (1854–1935)
- Walter Durant Gibbs, 4. Baron Aldenham, 2. Baron Hunsdon of Hunsdon (1888–1969)
- Anthony Gibbs, 5. Baron Aldenham, 3. Baron Hunsdon of Hunsdon (1922–1986)
- Vicary Gibbs, 6. Baron Aldenham, 4. Baron Hunsdon of Hunsdon (* 1948)

Titelerbe (Heir Apparent) ist der Sohn des jetzigen Titelinhabers, Humphrey Gibbs (* 1989).